# Веденькино
Веденькино (мар. Веденкан) — деревня в Новоторъяльском районе Республики Марий Эл. Входит в состав Чуксолинского сельского поселения.

## География
Находится в северо-восточной части республики Марий Эл на расстоянии приблизительно 11 км по прямой на юго-восток от районного центра посёлка Новый Торъял.

## История
Известна с 1884 года как починок, где был 21 двор, 131 житель, русские и марийцы. В 1925 году в Веденькино проживали 66 человек, все мари. 1932 году в деревне проживали 76 человек, все мари, в 1970 году проживали 100 жителей. В 2002 году осталось 15 дворов, где проживали 53 человека. Магазин работал с 1953 до 1983 года. Сельский клуб действовал с 1969 года по 1993 год. С 1959 года по 1967 год работала пекарня. Имелись конный двор на 18 лошадей, кузница, зерносушилка, начальная школа, которую закрыли в 1980 году. В советское время работали колхозы имени Кирова и имени Сталина.

## Население
Население составляло 49 человек (мари 90 %) в 2002 году, 35 в 2010.